# Rivière Salmon (comté de Clackamas)
Pour les articles homonymes, voir Rivière Salmon et Salmon.
La rivière Salmon (Salmon River en anglais ; « Rivière du saumon ») est une rivière qui s'écoule sur environ 55 km dans l'État de l'Oregon au nord-ouest des États-Unis.

## Description
La rivière prend sa source dans la chaîne des Cascades au sud-ouest du mont Hood au niveau du glacier Palmer. La totalité de la rivière est protégée en tant que National Wild and Scenic River. C'est la seule rivière à être entièrement protégée de la sorte dans les États-Unis contigus. La rivière est un affluent de la rivière Sandy, un affluent du fleuve Columbia.
Parmi ses affluents se trouve le Mud Creek qui provient de la Salmon–Huckleberry Wilderness. Elle rejoint la rivière Sandy au niveau de la localité de Brightwood.

## Milieu naturel
La région accueille l'Ours noir, le Cougar et le Cerf hémione. La forêt proche se compose de la Pruche de l'Ouest, du Sapin de Douglas, du Thuya géant de Californie, de l'Aulne rouge et de l'Érable circiné.
La rivière tire son nom des nombreux poissons anadromes qui y vivent comme la  Truite arc-en-ciel, la Truite fardée, le saumon Chinook et le Saumon Coho.

## Tourisme
La rivière, qui passe dans des canyons sauvages en donnant lieu à plusieurs cascades, attire de nombreux touristes dont des kayakistes.